# Głos Narodu
Głos Narodu – dziennik polityczny ukazujący się w Krakowie w latach 1893–1939, przez większość okresu swego istnienia blisko związany z Kościołem katolickim.

## Historia
Tytuł został założony w listopadzie 1893 r. jako dziennik niezależny, tzn. formalnie nie powiązany z żadną partią polityczną ani z Kościołem, choć od początku ścisłe były jego związki z kurią krakowską (abp Adam Sapieha należał do grona udziałowców spółki wydawniczej). Reprezentował kształtujący się nurt chrześcijańsko-społeczny, popierał stanowisko polityczne Kościoła katolickiego.
Redaktorami naczelnymi gazety byli: Józef Rogosz (1893–1896), Kazimierz Ehrenberg (1896–1901), Antoni Beaupré (1901–1908), Marian Dąbrowski (1908–1910; wg innych źródeł - J. K. Mackowski), Antoni Beaupré (1910–1914), Jan Matyasik (1921–1931), ks. Jan Piwowarczyk (1936–1939), Jerzy Turowicz (1939). W latach 1904–1908 stanowił dziennik własność Beauprégo, następnie odkupiony przez spółkę "Postęp" stał się organem Stronnictwa Chrześcijańsko-Socjalnego (zarówno spółka, jak i stronnictwo cieszyły się moralnym i finansowym wsparciem krakowskiej kurii biskupiej). W II połowie lat 30. wydawcą było Katolickie Towarzystwo Wydawnicze w Krakowie.
W czasie I wojny światowej dziennik opowiedział się po stronie Ententy, wchodząc niejednokrotnie w polemiki z popierającym Habsburgów i rozwiązanie "austro-polskie" konserwatywnym "Czasem". Od początku lat 20. XX w. dziennik wyraźnie zaczął popierać Korfantego i chrześcijańską demokrację, popierał polityczny sojusz tego środowiska z narodową demokracją.
"Głos Narodu" potępił zamach majowy i zajął jednoznacznie antypiłsudczykowskie stanowisko po 1926 roku. Odpowiedzialny za taką linię pisma red. Jan Matyasik, sympatyk endecji, utracił stanowisko w 1931, co było związane z kompromisem pomiędzy rządami Sanacji a episkopatem. W efekcie pismo zmieniło stanowisko na umiarkowanie prorządowe. W 1936 przekazano je do dyspozycji Akcji Katolickiej, w założeniu miało stać się gazetą inteligencji katolickiej.
W okresie II RP (do 1936) gazeta reprezentowała poglądy klerykalne i antysemickie. Nawoływała do bojkotu sklepów niechrześcijańskich. Jednocześnie krytykowała nazizm oraz rząd i prasę hitlerowskich Niemiec. Chwaliła papieża Piusa XI za walkę z totalizmem III Rzeszy i z pogańskim rasizmem.
W latach 30. redaktorem odpowiedzialnym dziennika „Głos Narodu” był dr Stanisław Kijak.